# Monika Stachnik-Czapla
Monika Stachnik-Czapla (ur. 8 stycznia w Krakowie) – polska artystka fotograf. Członkini i Artysta Fotoklubu Rzeczypospolitej Polskiej Stowarzyszenia Twórców (AFRP). Przewodnicząca Zarządu Krakowskiego Klubu Fotograficznego. Członkini Stowarzyszenia Dziennikarzy Polskich. Członek Rady Programowej Muzeum Historii Fotografii im. Walerego Rzewuskiego w Krakowie w latach 2007–2020.

## Życiorys
Monika Stachnik-Czapla absolwentka Akademii Wychowania Fizycznego im. Bronisława Czecha w Krakowie oraz Uniwersytetu Jagiellońskiego (studia podyplomowe), związana z krakowskim środowiskiem fotograficznym – mieszka, tworzy, pracuje w Krakowie, fotografuje od 15. roku życia. Jest pracownikiem Centrum Młodzieży im. dr. Henryka Jordana w Krakowie (opiekuje się młodzieżowym klubem fotograficznym Foto-Pasja i prowadzi warsztaty dla dzieci z tworzenia filmów animowanych). Jest kuratorem wystaw fotograficznych. Miejsce szczególne w jej twórczości zajmuje fotografia koncertowa, fotografia architektury, fotografia portretowa, przyrodnicza, reportażowa.  
Monika Stachnik-Czapla jest autorką i współautorką wielu wystaw fotograficznych; indywidualnych, zbiorowych oraz pokonkursowych, gdzie otrzymała akceptacje, wyróżnienia, nagrody. Od 2001 jest członkiem rzeczywistym Krakowskiego Klubu Fotograficznego, w którym od 2005 do chwili obecnej pełni funkcję przewodniczącej Zarządu KKF. W 2005 roku została przyjęta w poczet członków rzeczywistych Fotoklubu Rzeczypospolitej Polskiej.(legitymacja nr 205). 
W 2018 została uhonorowana Medalem „Za Zasługi dla Fotografii Polskiej” – odznaczeniem przyznawanym przez Kapitułę Fotoklubu Rzeczypospolitej Polskiej Stowarzyszenia Twórców – w 100. rocznicę odzyskania przez Polskę niepodległości (1918–2018).

## Odznaczenia
- Brązowy Krzyż Zasługi[29]
- Medal Komisji Edukacji Narodowej[29]
- Odznaka „Honoris Gratia”[29]
- Srebrny Medal „Zasłużony dla Fotografii Polskiej”[30]
- Złoty Medal „Za Fotograficzną Twórczość”[30]
- Medal „Za Zasługi dla Fotografii Polskiej” (2018)[31]
- Medal 600-lecia Krakowskiej Kongregacji Kupieckiej[29]